# Yui Ikari
Yui Ikari (碇 ユイ Ikari Yui?) es un personaje ficticio creado por Gainax y diseñado por Yoshiyuki Sadamoto, perteneciente a la franquicia de Neon Genesis Evangelion. Era la esposa de Gendō Ikari y madre del protagonista Shinji Ikari. 

## Apariciones

### Neon Genesis Evangelion
Yui murió en circunstancias extrañas en el año 2004, a la edad de 27 años, durante un misterioso accidente en un experimento -al parecer intencionado por ella misma- en el que alcanzó un nivel de sincronización del 400% con el Evangelion-01; y su alma fue asimilada por el EVA, quedando aprisionada dentro de él. Así cumplió su objetivo de oposición a SEELE. De este modo, en teoría, alcanza un estado semi-inmortal, al quedar fusionada su alma al cuerpo y mente del EVA-01, llega a alcanzar un estado parecido a un dios.

### The End of Evangelion
En el final narrado en The End of Evangelion, se ve cómo este resultado híbrido entra en un estado de letargo y vaga por el universo con la lanza de Longinus, a semejanza de una cápsula del tiempo, como testimonio para la eternidad de que la raza humana existió alguna vez aun cuando todo haya desaparecido. Es un modo de vida solitario, pero fue así el modo que Yui decidió: utilizar su vida para un propósito trascendental. Un dato interesante que se muestra en Evangelion 2.0 es que no quedaron restos de su cuerpo y la tumba era solo un adorno.

### Rebuild of Evangelion
En Evangelion: 3.0 You Can (Not) Redo, y a diferencia de la versión televisiva, se dice que el apellido de Yui es "Ayanami", lo que cambia los términos en los que se conocía de la vida de pareja de ella y Gendō, ya que se conocía que él había tomado su apellido, cosa que es usualmente inversa en los matrimonios. En esta ocasión, el apellido de Gendō es Ikari.